# 中右遥
中右 遥日（なかう はるか、1990年7月1日 - ）は、日本の女優。兵庫県加西市出身。小野高校出身。ジャパン・ミュージックエンターテインメント（オフィス24）所属していた。既婚。

## 来歴
兵庫県姫路市を拠点に活動するご当地アイドルグループ「KRD8」（ケーアールディー エイト）の元メンバー。KRD8時代のキャッチフレーズは「天真爛漫 春爛漫 KRD8の絶滅黒髪少女」で、愛称は「おはる」であった。2015年3月22日に姫路市内で行われたイベントをもって、同ユニットのリーダーだった黒田知沙らと共に卒業した。
私生活では同志社大学法学部法律学科に進学し、同大学院法学研究科を修了。また、KRD8での活動開始前に参加したミスキャンパス同志社2012ではファイナリストに選出。グランプリは逃したものの、クライアント賞（2社）を受賞した。

## 人物
趣味は着物、読書、海外ドラマ鑑賞。特技は中国語（広州市で3年間生活）。

## 出演

### テレビドラマ
- 大河ドラマ 軍師官兵衛 第22話・第23話・第25話（NHK、2014年） - 侍女 役[3]
- 連続テレビ小説 ひよっこ（NHK、2017年） - 女子工員・春子 役

### 舞台
- ひめゆり（ミュージカル座、2016年7月） - ちよ 役
- 闇に消された野兎は、海を飛び越え地で謳う（劇団Focus、2023年11月 - 12月）[4]
- その龍は、彼の中で舞い私の中で眠る（菅野臣太朗演劇倶楽部、2024年10月）[5]
- それってキセキ（2025年7月 - 8月〈予定〉）[6]